# 維也納條約 (1738年)
1733年－1735年，歐洲列強以波蘭王位繼承問題為導火線爆發波蘭王位繼承戰爭。經過兩年的交戰，最終以法國與西班牙一方的波旁王朝聯軍勝利作收。

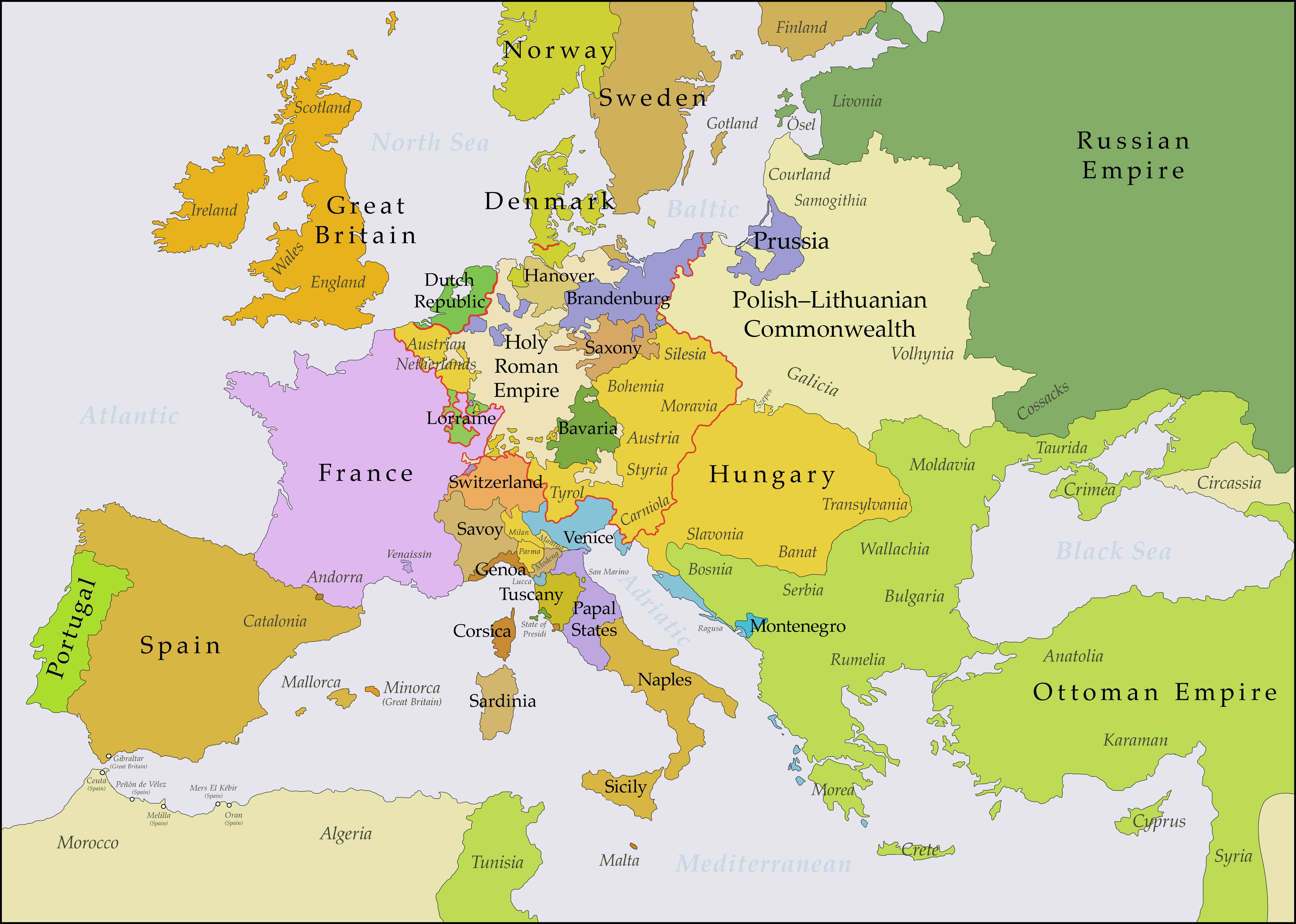
歐洲在維也納條約後的局勢

1738年，各列強簽訂《維也納條約》。條約中，奧地利支持的奧古斯特三世波蘭國王的身份獲得確認。斯坦尼斯瓦夫·萊什琴斯基放棄對波蘭王位的宣稱，作為補償他獲得洛林公國與巴爾公國。至於原本的洛林與巴爾公爵法蘭茲·史蒂芬，則獲得托斯卡納大公國。
另一方面在義大利，奧地利放棄先前在西班牙王位繼承戰爭後獲得的那不勒斯王國與西西里王國，將兩國王位交給帕爾馬公爵卡洛（即日後的西班牙國王卡洛斯三世）。帕爾馬公國本身則轉由奧地利哈布斯堡王朝統治。